# Labidochirus splendescens
Labidochirus splendescens is een tienpotigensoort uit de familie van de Paguridae. De wetenschappelijke naam van de soort is voor het eerst geldig gepubliceerd in 1839 door Owen.